# Caulastraea connata
Espèce
Statut CITES
Caulastraea connata est une espèce de coraux appartenant à la famille des Merulinidae.